# دورة الألعاب للأندية العربية للسيدات
دورة الألعاب للأندية العربية للسيدات هي دورة مجمعة للرياضة النسائية العربية تقام كل عامين في إمارة الشارقة بالإمارات العربية المتحدة.

## التاريخ
أقيمت دورة الألعاب للأندية العربية للسيدات لأول مرة عام 2012 حيث نظمها واستضافها نادي سيدات الشارقة، وعقب تأسيس مؤسسة الشارقة لرياضة المرأة بموجب المرسوم الأميري رقم 3 لسنة 2018 الذي أصدره الشيخ سلطان بن محمد القاسمي عضو المجلس الأعلى الحاكم لإمارة الشارقة، أعتمدت مؤسسة الشارقة لرياضة المرأة من اتحاد اللجان الأولمبية الوطنية العربية في أبريل 2018 لتكون الجهة المنظمة للبطولة. كان من المفترض ان تقام البطولة مرة واحدة كل أربع سنوات، ولكن بعد النجاح الذي حققته البطولة اتفقت الجهة المنظمة على إقامتها مرة كل عامين.

## نظام البطولة
تقام دورة الألعاب للأندية العربية للسيدات كل عامين، وتتنافس فيها لاعبات الأندية والفرق النسائية من مختلف بلدان العالم العربي في ثماني رياضات جماعية وفردية هي الكرة الطائرة، وكرة الطاولة، وكرة السلة، والرماية، والقوس والسهم، والمبارزة، وألعاب القوى، والكاراتيه. كانت منافسات دورة الألعاب للأندية العربية للسيدات تتمّ في 5 رياضات فقط خلال النسخة الأولى من البطولة، ثم ارتفعت خلال النسخة الثانية من البطولة لتصبح 7 رياضات هي الكرة الطائرة، وكرة الطاولة، وكرة السلة، والرماية، والقوس والسهم، والمبارزة، وألعاب القوى، ولكن بدءًا من نسخة عام 2016 أصبحت منافسات البطولة تجري في ثماني رياضات بعد إضافة رياضة الكاراتيه إليها.

## مواسم البطولة
يوضح الجدول التالي عدد اللاعبات المشاركات في كل موسم من مواسم دورة الألعاب للأندية العربية للسيدات منذ إنشائها:

| الموسم | عدد الدول المشاركة              | عدد اللاعبات المشاركات          | عدد الفرق                       | الرياضات |
| ------ | ------------------------------- | ------------------------------- | ------------------------------- | --- |
| 2012   | 10                              | 500 لاعبة                       |                                 | 5 رياضات |
| 2014   | 15                              | 900 لاعبة                       |                                 | 7 رياضات (الكرة الطائرة وكرة الطاولة وكرة السلة، والرماية، والقوس والسهم، والمبارزة، وألعاب القوى)                  |
| 2016   | 18 دولة                         | 586 لاعبة                       | 58 فريق                         | 8 رياضات (الكرة الطائرة وكرة الطاولة وكرة السلة والرماية والقوس والسهم والمبارزة وألعاب القوى والفروسية)            |
| 2018   | 16 دولة                         | أكثر من 1000 لاعبة              | 68 فريق                         | 9 رياضات (الكرة الطائرة وكرة الطاولة وكرة السلة والرماية والقوس والسهم والمبارزة والفروسية وألعاب القوى والكاراتيه) |
| 2020   | 18                              | أكثر من 1000 لاعبة              | 78 فريق                         | 9 رياضات (الكرة الطائرة وكرة الطاولة وكرة السلة والرماية والقوس والسهم والمبارزة والفروسية وألعاب القوى والكاراتيه) |
| 2022   | ألغيت بسبب تداعيات جائحة كورونا | ألغيت بسبب تداعيات جائحة كورونا | ألغيت بسبب تداعيات جائحة كورونا | ألغيت بسبب تداعيات جائحة كورونا                                                                                     |
| 2024   | 15 دولة                         | 560 لاعبة                       | 63 فريق                         | 8 رياضات (الكرة الطائرة وكرة الطاولة وكرة السلة والرماية والقوس والسهم والمبارزة وألعاب القوى والكاراتيه)           |